# Эр-Райян (баскетбольный клуб)
«Эр-Райян» — катарский баскетбольный клуб из города Эр-Райян. Самый титулованный клуб Катара. Выступает в чемпионате Катара.

## История

### Начало (1979—1998)
Впервые «Эр-Райян» выступала в чемпионате в 1979 году когда президент Федерации баскетбола Катара (ФБК) Насер Аль-Мубарак Аль-Али учредил чемпионат страны. В том году команда должна была играть в другом городе, из-за покрытия домашнего стадиона цементом, вызывавшим опасность играть на нём. В то время в Катаре помимо «Эр-Райяна» существовало 4 баскетбольных клуба, конкурировавший с ним в чемпионате.
В докладе, изданным БФК в 1982 году, говорилось, что общее количество баскетболистов в «Эр-Райяне» в 1970 году насчитывало 8 человек, а в 1974 году количество игроков сократилось до трёх. Клуб тогда тренировал суданский тренер Абдул Монем Салем. В 1980-х годах после учреждения чемпионата количество баскетболистов увеличилось, и в те годы южнокорейским тренером Йон-Суком были отобраны лучшие молодые игроки. Звёздами клуба тех годов были бывшие игроки молодёжной команды Ахмед Мохаммед Али и Омар Мохаммед. В сезоне 1985-1986 годов после выбывания из чемпионата, команда была полностью обновлена и составлена игроками молодёжных команд тех годов. В 1992 году клуб насчитывал уже более 95 баскетболистов.

### Золотая эра (1998-по н.в.)
В 1998 году команда под руководством Али Фахро выиграла свой чемпионат. Шейх Сауд бин Халед Ат-Тани, тогдашний президент клуба, наградил каждого игрока с суммой 2000 риалов. После этого команда продолжила показывать хорошие результаты в течение нового тысячелетия, победив 15 раз в чемпионате Катара, выиграв Кубок чемпионов ФИБА Азия в 2002 и в 2005 годах, а также становясь второй в 2001, 2003, 2008 и в 2010 годах, и третьей в 2004, 2006, 2007 и 2011 годах. Клуб является одним из титулованных клубов этого турнира.
В эти годы они также имели региональный успех, выиграв Клубный чемпионат Персидского залива в 2002 и в 2004 годах, в дополнение становясь три раза вторым: в 2003, 2006 и 2011 годах.

## Достижения
- Чемпионат Катара

Чемпион (15): 1995—1996, 1996—1997, 1997—1998, 1998—1999, 1999—2000, 2001—2002, 2002—2003, 2003—2004, 2004—2005, 2005—2006, 2006—2007, 2008—2009, 2009—2010, 2010—2011, 2011—2012
- Кубок эмира Катара

Чемпион (6): 1998—1999, 2003—2004, 2005—2006, 2009—2010, 2010—2011, 2012—2013
- Кубок кронпринца Катара

Чемпион (6): 2001—2002, 2003—2004, 2004—2005, 2005—2006, 2007—2008, 2008—2009
- Клубный чемпионат Персидского залива

Чемпион (2): 2002, 2004
- Кубок чемпионов ФИБА Азия

Чемпион (2): 2002, 2005

## Состав клуба

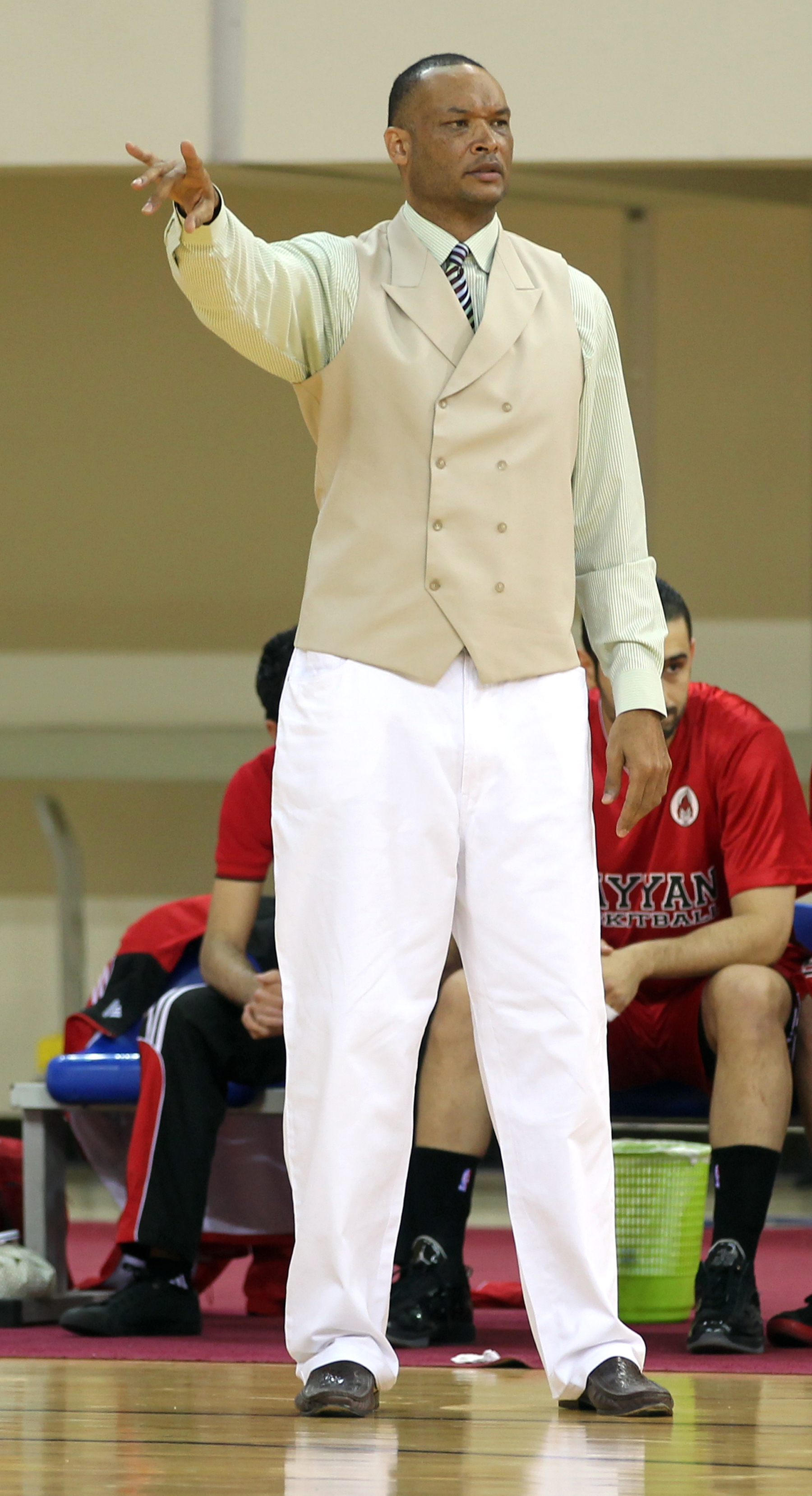
Тренер клуба в 2012 году — Брайан Ройсом

По состоянию на 15 февраля 2012 года

Состав команды в Кубке чемпионов ФИБА Азия 2011:

## Главные тренеры
| - Ахмед Хассан (1970-??) - Абдуль Монем Салем (с 1974) - Пак Бон-Сук (1979-80) - Аль-Ахмад (1980-82) - доктор Мустафа М’Диаб (1982-83) - Али Фахро (с 1998) - Джек Олдс (с 1999) - Ахмед Абдул Хади (с 2002) | - Вилли Чарльз Ричарсон (2003—2004) - Джейми Анджели (2004—2007) - Брайан Лестер (2008—2009) - Карл Нэш (2009—2010) - Рассел Бергман (2010—2011) - Брайан Ройсом (2011—2014) - Брайан Лестер (2014) - Стергиос Куфос (2014-) |